# 会津西街道

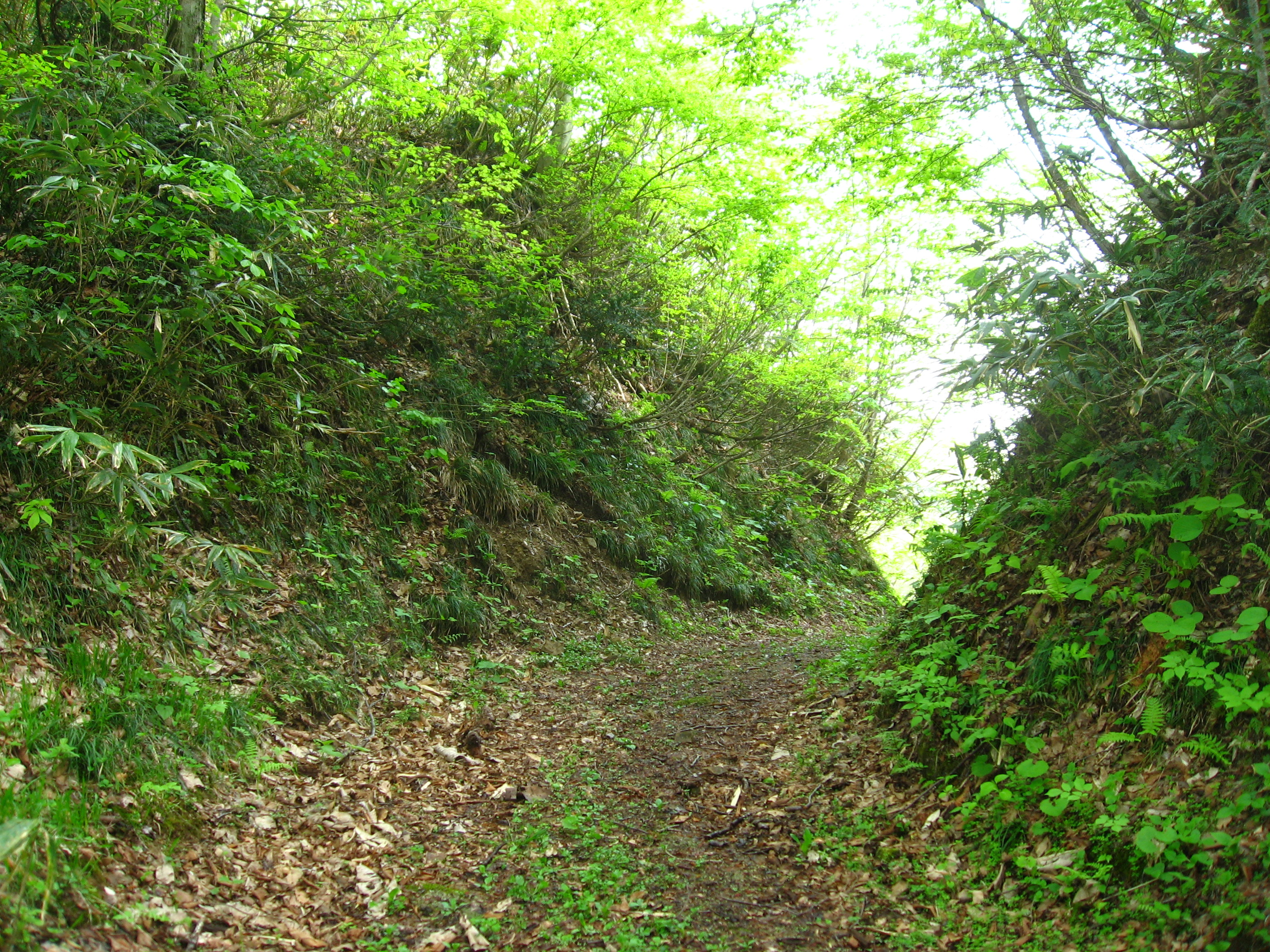
大内宿と氷玉峠の間にある大内峠、戊辰戦争で激戦地となった。会津側から望む。

会津西街道（あいづにしかいどう）は、江戸時代に会津藩主・保科正之によって整備された、会津の若松城下から下野の今市に至る街道。会津西街道は関東側からの呼称で、会津側からは下野街道（しもつけかいどう）、日光街道、南山通り（みなみやまどおり）とも称されていた。
経路は福島県会津若松市から栃木県日光市今市（旧今市市）までの全長130キロメートルに及び、現在の福島県道131号下郷会津本郷線、国道121号に沿っている。会津五街道（越後街道,会津西街道,白河街道,米沢街道,二本松街道）のひとつをなし、江戸時代には会津藩、新発田藩、村上藩、庄内藩、米沢藩などの参勤交代や江戸と会津以北を結ぶ物流の道として重要な街道であった。
1884年（明治17年）、会津西街道に代わる新道、会津三方道路（国道121号の前身）が整備されたことに伴い、主要街道としての機能は衰退していった。

## 史跡指定
街道筋にある大内宿には往時の町並みや建造物が残されており、1981年（昭和56年）に重要伝統的建造物群保存地区として選定されている。また、氷玉峠（福島県下郷町、会津若松市および会津美里町の境界付近）から大内峠、大内宿、倉谷宿を経て国道121号にある楢原宿に至る経路には石畳などの旧街道の跡が残されている。
下郷町域の旧街道は延長約22キロメートルに及び、このうち大内宿を中心とした約10キロメートルが旧状をよく留めている。この古道と三郡境の塚、茶屋跡、一里塚、馬頭観世音碑などの関連遺跡が、2002年（平成14年）3月19日に下野街道として国の史跡に指定されている。

## 宿場
| 福 島 県 | 若松城下   | 越後街道、白河街道に接続       |
| 福 島 県 | 福永宿     |                                |
| 福 島 県 | 関山宿     |                                |
| 福 島 県 | （氷玉峠） |                                |
| 福 島 県 | （大内峠） |                                |
| 福 島 県 | 大内宿     | 重要伝統的建造物群保存地区     |
| 福 島 県 | （中山峠） |                                |
| 福 島 県 | 倉谷宿     |                                |
| 福 島 県 | （八幡峠） |                                |
| 福 島 県 | 楢原宿     |                                |
| 福 島 県 | 田島宿     |                                |
| 福 島 県 | 川島宿     |                                |
| 福 島 県 | 糸沢宿     |                                |
| 山王峠   | 山王峠     | 県境                           |
| 栃 木 県 | 横川宿     |                                |
| 栃 木 県 | 中三依宿   |                                |
| 栃 木 県 | 五十里宿   |                                |
| 栃 木 県 | 高原新田宿 |                                |
| 栃 木 県 | 藤原宿     | 南下すると鬼怒川温泉           |
| 栃 木 県 | 大原宿     |                                |
| 栃 木 県 | 高徳宿     |                                |
| 栃 木 県 | 大桑宿     |                                |
| 栃 木 県 | 今市宿     | 日光街道、日光例幣使街道に接続 |

## 玉光堂の地蔵さまと腰掛けの松伝説
会津西街道沿いの泉現寺境内に、玉光堂子安地蔵尊がまつられているが、もともとは極楽地蔵尊であり、以下の伝説が残されている。
江戸時代の中期、通りかかった殿様の一行がここで休憩した。当時は地蔵尊の裏に清水がわき、腰掛けの松という老木が日陰をつくっていた。日陰で冷たい清水に上機嫌の殿様が２口目を飲もうとすると、突然マツケムシが茶碗に落下した。怒った殿様が茶碗を投げ捨てるなり、腰掛けの松の伐採を命じ、あっという間に腰掛けの松は切り倒されてしまったのである。せいせいした殿様一行であろうが、お城に着くなり殿様は気分が悪くなり寝込んでしまった。それどころか日に日に殿様の容態は悪化し命すら危なくなったという。家来が藁にもすがる思いで、良くあたるという陰陽師を呼びつけ祈祷してもらったところ、玉光堂の地蔵さまが現れ、腰掛けの松を切った仏罰であると判明。思い当たった殿様は直々に参詣して土下座のうえお詫びし、ようやく許しを得たという。後に全快の御礼として寄進した家紋入りの鬼瓦が葺かれており、今も見ることができる。

## 会津中街道
1683年（天和3年）の日光大地震により鬼怒川支流の男鹿川が土砂で堰き止められ天然ダムの「五十里湖」が形成された。会津西街道は水没して通行不能になり、会津藩3代藩主松平正容によって1695年（元禄8年）に代替街道として会津中街道が整備された。しかし会津中街道は会津西街道が再整備されると次第に使われなくなっていった。
会津西街道を通行止めにしていた自然湖である五十里湖はその後1723年（享保8年）の大雨で決壊し、死者1,200人を出す土石流となり、宇都宮、真岡近辺まで被害が及んだ。

## ギャラリー

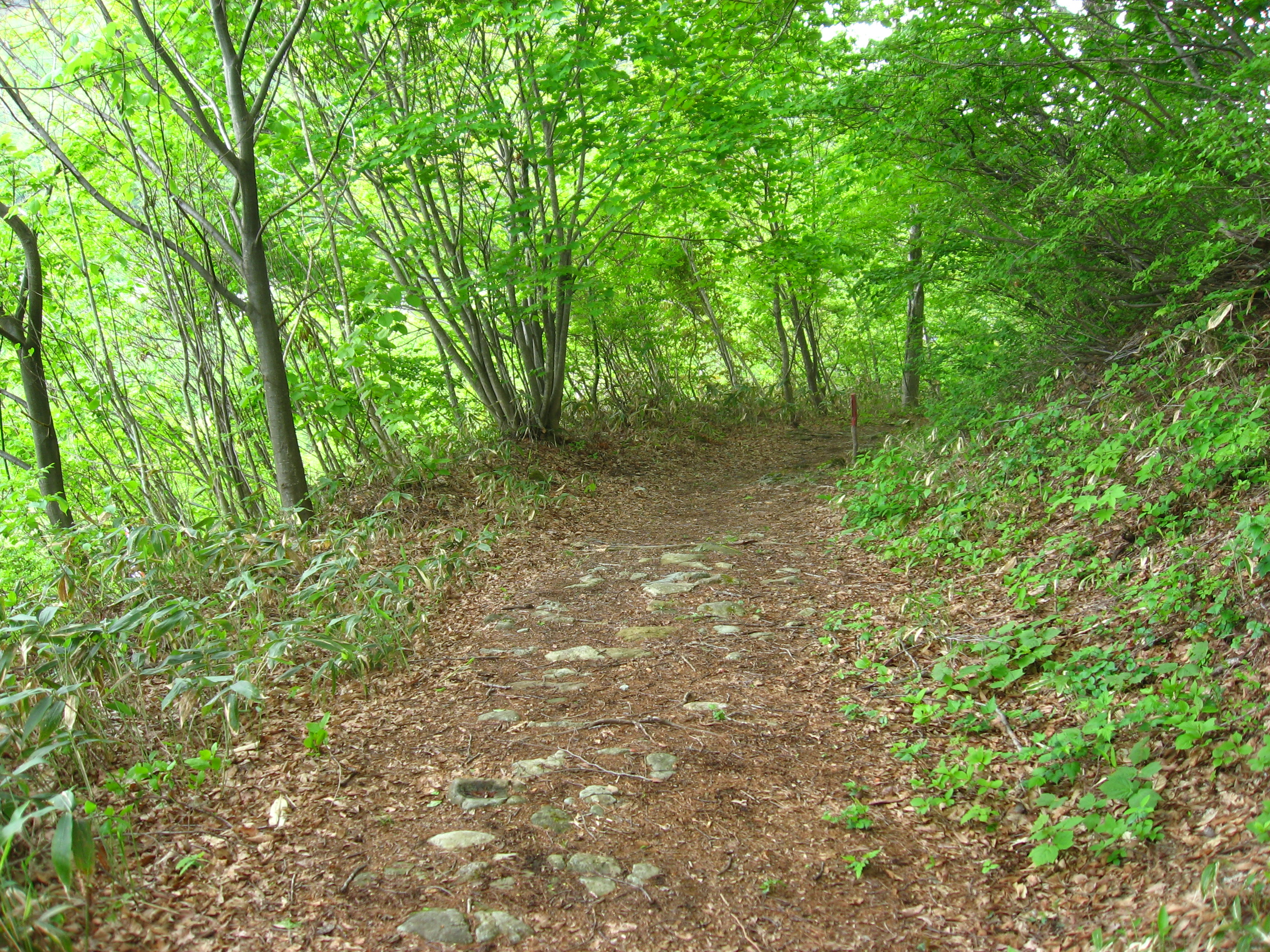
氷玉峠付近に残る石畳
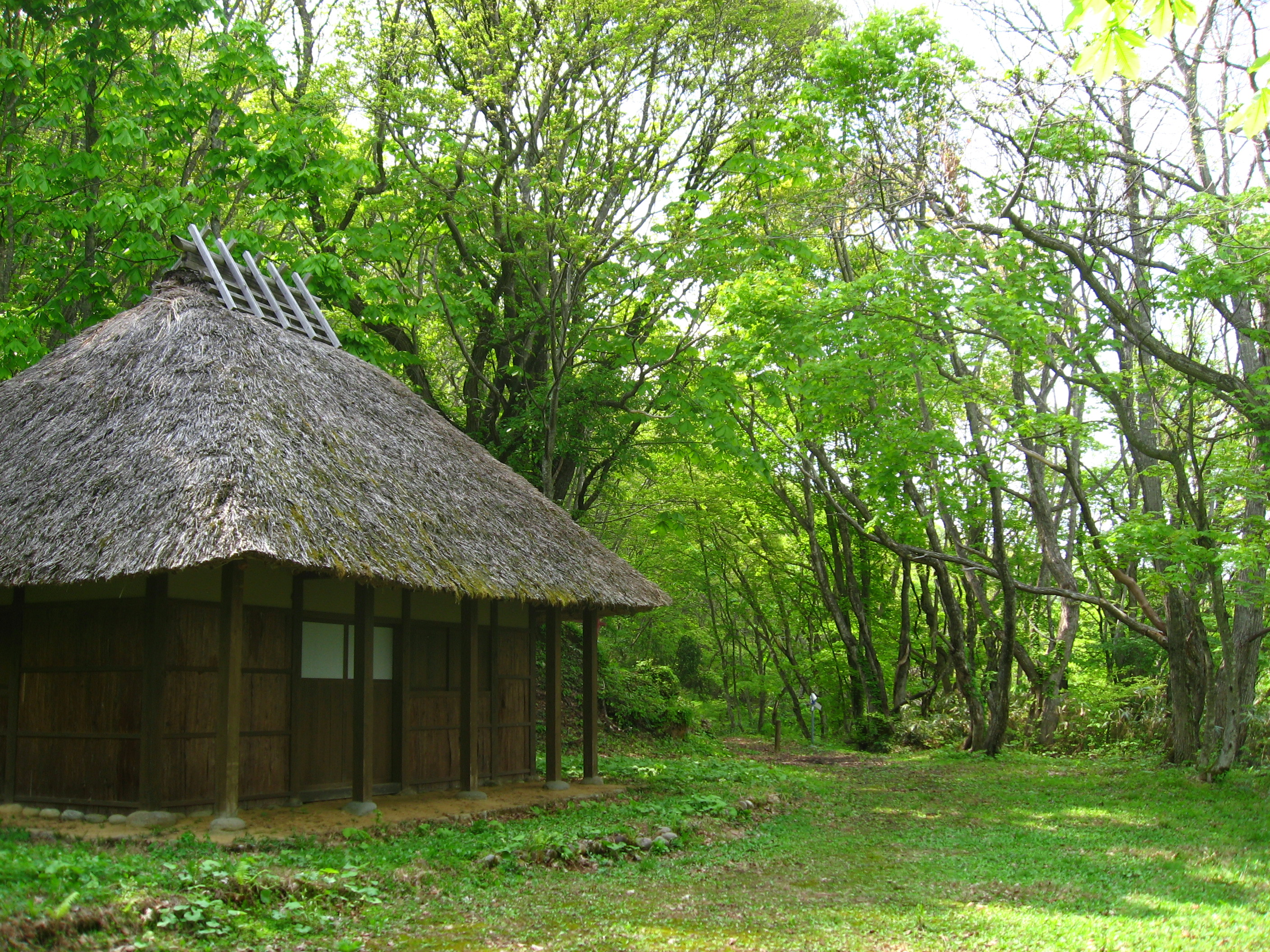
復元された大内峠の「峠の茶屋」
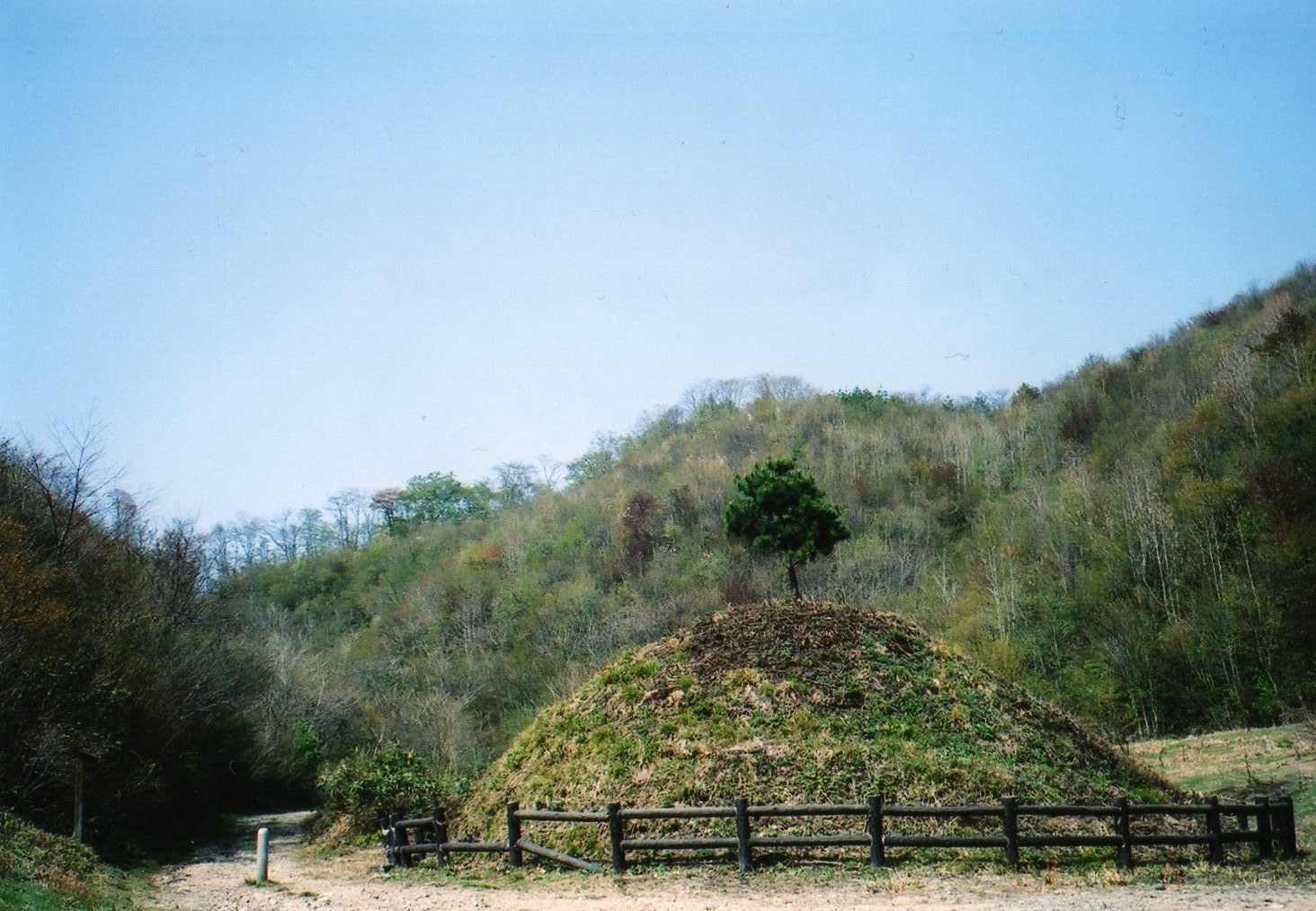
2003年の大内峠下の一里塚
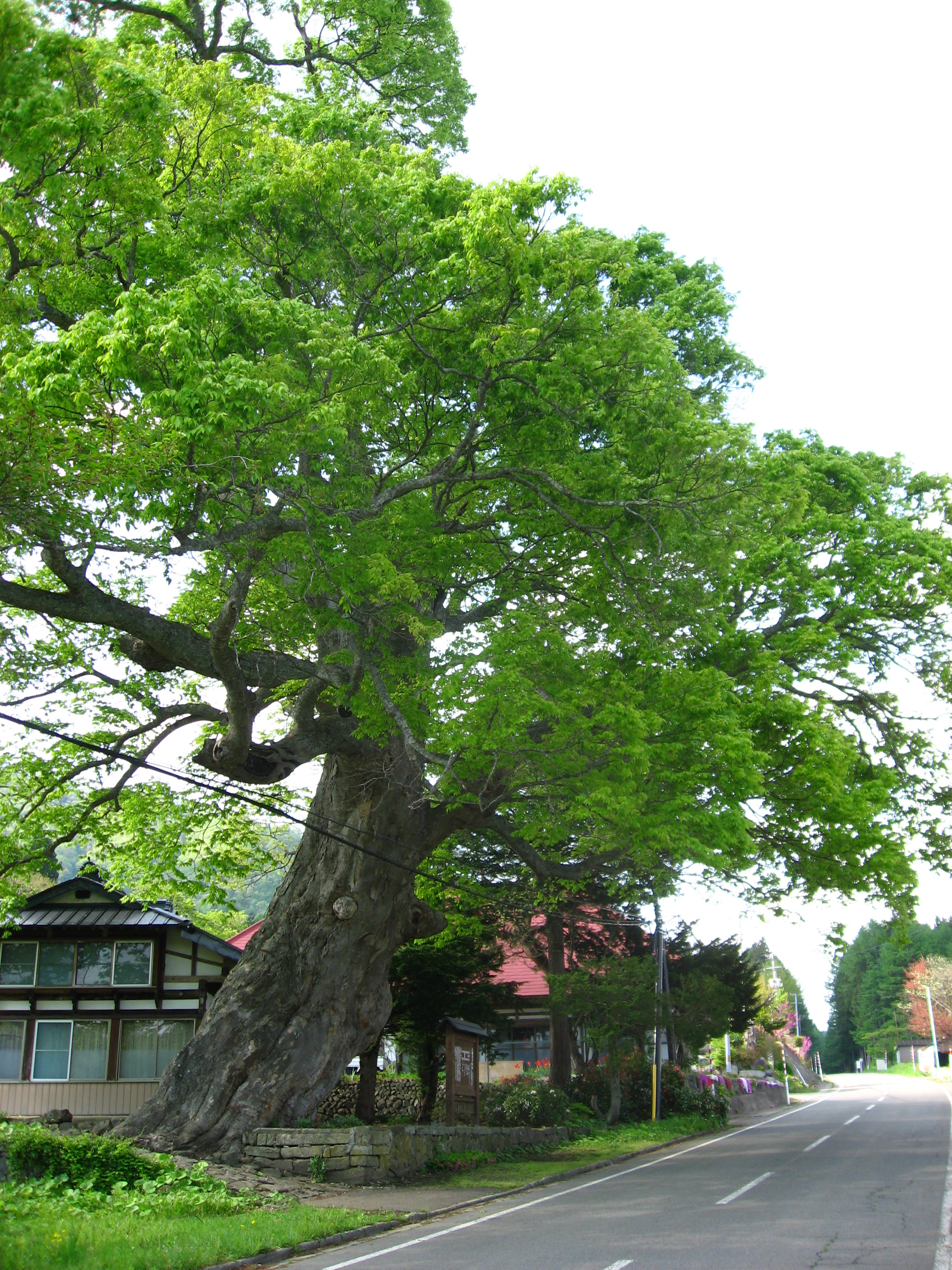
中山の「八幡のケヤキ」 福島県指定天然記念物